# La Salla
La Salla (dt. Das Treffen) ist ein kanadischer computeranimierter Kurzfilm von Richard Condie aus dem Jahr 1996.

## Handlung
Ein Mann sitzt in seiner Wohnung, die voller technischer Aufzieh-Spielereien ist. Er schießt über eine Kanone Kühe auf ein Bild und freut sich. Außerdem zieht er eine Flasche auf, die verschiedene Sprüche murmelnd über den Boden fährt. Hin und wieder öffnet sich eine Teufelstür und eine Hand hält einen Apfel in den Raum. Der Mann erklärt stets singend, dass er der Versuchung widerstehen werde, steht jedoch irgendwann doch auf und nimmt den Apfel. Im selben Moment wird sein Kopf abgeschlagen und der Boden beginnt sich zu bewegen. Während der Kopf hin- und herrollt und singt, versucht sich der kopflose Körper zu orientieren. Er tastet sich schließlich zur Minikanone vor und schießt eine Kuh ab, die in der Nase des Kopfes stecken bleibt. Der Kopf setzt zu einem Klagelied an („Eben noch hatte ich alles, jetzt ist eine Kuh in meiner Nase“) und stellt fest, dass alles nur daran lag, dass er die Tür geöffnet habe.
Es wird deutlich, dass das Zimmer in Wirklichkeit eine Box ist, die in einem dem Zimmer identischen Zimmer von einem identischen Mann in den Händen gehalten und hin und her geschüttelt wird. Der Mann mit der Box wendet sich seinen Kühen zu, die er über eine Minikanone verschießt. Er stellt fest, dass er das Leben liebt, als plötzlich eine Hand über eine Tür einen roten Apfel ins Zimmer hält.

## Produktion
La Salla entstand innerhalb von vier Jahren im Stil einer Komischen Oper. Condie schrieb dazu ein Libretto, das er in Italienisch übersetzte. Die Gesangsparts wurden von Tenor Jay Brazeau eingesungen. Der Film erlebte am 7. September 1996 auf dem Toronto Film Festival seine Premiere. La Salla war der erste Film Condies, der computeranimiert wurde.

## Auszeichnungen
Auf dem Vancouver International Film Festival gewann La Salla 1996 den Preis für den besten animierten Film und erhielt auf dem Nashville Film Festival 1997 den Best of Festival Award.
La Salla wurde 1997 für einen Oscar in der Kategorie „Bester animierter Kurzfilm“ nominiert, konnte sich jedoch nicht gegen Quest durchsetzen. Es war nach The Big Snit (1985) die zweite Oscarnominierung für einen Film Condies.